# Troels Vinther
Troels Rønning Vinther, né le 24 février 1987 à Them, est un coureur cycliste danois, professionnel entre 2006 et 2019.

## Biographie

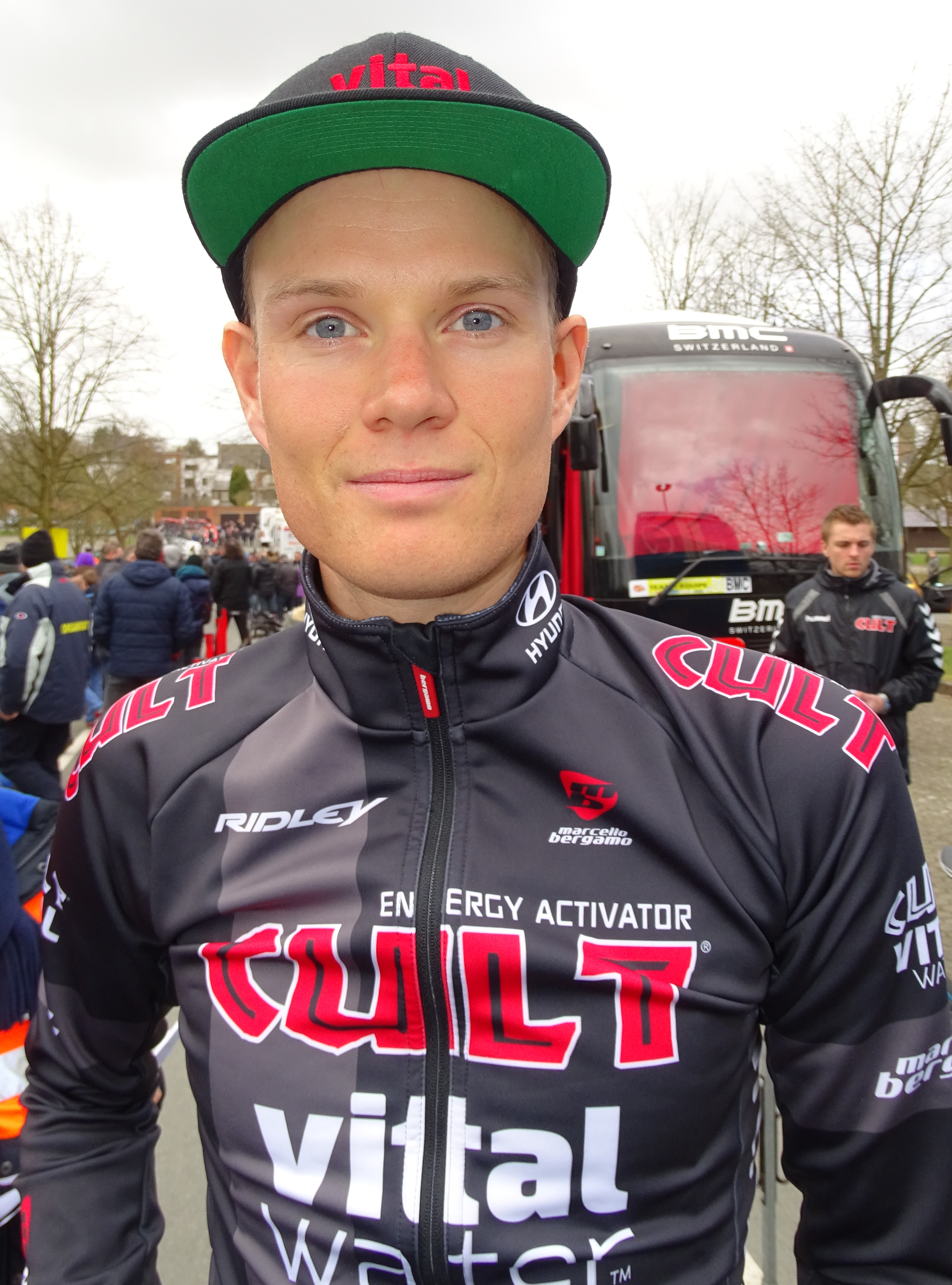
Troels Vinther lors du départ de la deuxième étape des Trois jours de La Panne 2015 à Zottegem.

Chez les juniors (moins de 19 ans), Troels Vinther remporte en 2005 une étape du Tour du Pays de Vaud, une étape du Grand Prix Rüebliland, ainsi que le classement général de Liège-La Gleize. Il court alors pour le club Vejle CK. Il devient également champion du Danemark sur route juniors. En 2006, il rejoint l'équipe danoise Glud & Marstrand Horsens, où il termine troisième du championnat national chez les élites. En 2007 et 2008, il court pour l'équipe suédoise ProTour Unibet.com/Cycle Collstrop avant de retourner au Danemark chez Capinordic (vainqueur d'étape sur le Tour de l'Avenir 2009 avec la sélection danoise), puis à nouveau Glud & Marstrand. Sous le maillot de cette dernière, il réalise une bonne saison 2011 et remporte la 1re étape du Circuit des Ardennes ainsi que le Grand Prix Herning.
En 2012, il retourne une saison en World Tour au sein de l'équipe danoise Saxo Bank. Il fait ses débuts pour cette équipe lors du Tour de San Luis en Argentine fin janvier 2012. Début février, il fait sa première apparition en Europe au Trofeo Deià dans le cadre du Challenge de Majorque. Par la suite, il est membre de différentes équipes danoises. En 2014, il gagne une étape du Circuit des Ardennes et du Tour du Loir-et-Cher. En 2018, il s'adjuge le Grand Prix Herning et le Randers Bike Week.
En mars 2019, il chute lourdement au Grand Prix de Denain. Il ne reprend la compétition le reste de la saison et met finalement un terme à sa carrière de coureur, car il continuait à souffrir des conséquences de ses blessures à la tête. L'année 2019 a été un « cauchemar » pour lui. 

## Palmarès

### Par années
- 2005
  -  Champion du Danemark sur route juniors
  -  Champion du Danemark du contre-la-montre par équipes juniors
  - 4e étape du Tour du Pays de Vaud
  - Classement général de Liège-La Gleize
  - 3e étape du Grand Prix Rüebliland
  - 3e du Mémorial Pietro Merelli
- 2006
  - 3e du championnat du Danemark du contre-la-montre par équipes
  - 3e du championnat du Danemark sur route
- 2009
  -  Champion du Danemark du contre-la-montre par équipes
  - Étoile d'or
  - 4e étape du Tour de l'Avenir
  - 2e du championnat du Danemark sur route espoirs
  - 3e du Grand Prix Cristal Energie
- 2010
  - 1re et 3e étapes de la Festningsrittet
- 2011
  -  Champion du Danemark du contre-la-montre par équipes
  - 1re étape du Circuit des Ardennes
  - Grand Prix Herning
- 2013
  - 2e du championnat du Danemark du contre-la-montre par équipes
  - 2e de la Post Cup
- 2014
  - 2e étape du Circuit des Ardennes international
  - 2e étape du Tour du Loir-et-Cher
  - 2e de la Ster van Zwolle
  - 2e du Grand Prix Herning
  - 2e de la Destination Thy
  - 2e du championnat du Danemark du contre-la-montre par équipes
  - 3e du Tour du Loir-et-Cher
  - 3e de la Post Cup
- 2017
  - 2e du Tour du Loir-et-Cher
  - 2e du Skive-Løbet
  - 3e du Ringerike Grand Prix
- 2018
  - Grand Prix Herning
  - Randers Bike Week :
    - Classement général
    - 2e étape

  - 3e du championnat du Danemark du contre-la-montre par équipes

### Classements mondiaux
| Année           | 2006 | 2007 | 2008 | 2009 | 2010 | 2011 | 2012 | 2013 | 2014 | 2015 | 2016   | 2017 | 2018 |
| --------------- | ---- | ---- | ---- | ---- | ---- | ---- | ---- | ---- | ---- | ---- | ------ | ---- | ---- |
| UCI Asia Tour   |      |      |      |      | 241e |      |      |      |      |      |        |      |      |
| UCI Europe Tour | 723e |      | 760e | 562e | 278e | 91e  |      | 467e | 101e | 575e | 1 130e | 383e | 893e |